# Carmen Giannattasio
Carmen Giannattasio (Avellino, 24 aprile 1975) è un soprano italiano.

## Biografia
Nata ad Avellino e cresciuta a Solofra, ha completato gli studi di canto al Conservatorio Domenico Cimarosa di Avellino, laureandosi contemporaneamente in Lingue e Letterature straniere (Universita' degli Studi di Salerno), e dal 1999 al 2001 ha frequentato l'Accademia di Perfezionamento del Teatro alla Scala di Milano, debuttando come Giulietta di Kelbar in Un Giorno di Regno di Giuseppe Verdi di rara esecuzione (come Stellidaura nel Chi dell'altrui si veste presto si spoglia di Domenico Cimarosa nel Seminario arcivescovile di Milano), ed Adelia nella prima di Ugo, Conte di Parigi di Gaetano Donizetti diretta da Antonino Fogliani al Teatro degli Arcimboldi nel 2003, sede del Teatro Alla Scala negli anni di restauro.
Il lancio internazionale nella carriera della Giannattasio avviene nel 2002, con la vincita a Parigi del prestigioso concorso Operalia, indetto da Plácido Domingo. Da allora il soprano viene richiesto in tutti i più grandi teatri italiani ed esteri (il Teatro Comunale di Bologna, lo Sferisterio di Macerata, la Fenice di Venezia, l'Arena di Verona, Teatro San Carlo di Napoli,  il Metropolitan Opera di New York, la Royal Opera House, il Théâtre des Champs-Élysées di Parigi, l'Opernhaus di Zurigo, Deutsche Oper e Staatsoper  di Berlino, La Monnaie di Bruxelles, Kungliga Operan di Stockholm, Staatsoper di Vienna, Teatro Colon di Buenos Aires, Teatro Municipal di Sao Paulo, Bolshoi di Mosca, De Nationale Opera di Amsterdam, Vlaamse Opera di Anversa, Teatro Perez Galdos di Las Palmas, Los Angeles Opera, Teatro Municipal di Santiago de Chile.
Ancora per la Scala nel 2004 è Micaela in Carmen e nel 2013 Mrs. Alice Ford nella prima di Falstaff (Verdi) diretta da Daniel Harding con Ambrogio Maestri, Carlo Bosi, Irina Lungu e Daniela Barcellona. Nel 2014 Amelia nel Simon Boccanegra di Giuseppe Verdi con Leo Nucci, ruolo ripreso nell'edizione del 2016 sempre con Leo Nucci sotto la direzione di Myung Wung Chung e in tournée in Asia: (Lotte Hall) Korea, (Center of Oriental Arts) Shanghai, infine in Russia al Teatro Bolshoi di Mosca.
Per il Teatro La Fenice nel 2005 è Anna in Maometto secondo diretta da Claudio Scimone con Lorenzo Regazzo a Venezia e Norina in Don Pasquale al Teatro comunale Mario Del Monaco di Treviso. Nel 2014 Leonora ne IL Trovatore e Mimì ne La bohème ancora alla Fenice.
Nel 2006 è Elena ne La donna del lago con Gregory Kunde all'Usher Hall per l'Edinburgh International Festival e nel 2008 Violetta Valéry ne La traviata al Theatre Royal di Glasgow, all'Eden Court Theatre di Inverness, al His Majesty's Theatre di Aberdeen ed all'Edinburgh Festival Theatre di Edimburgo per la Scottish Opera per la regia di Sir David McVicar.
Al Teatro Regio di Torino nel 2007 e' Liu' in Turandot per la regia di Luca Ronconi, nel 2008 è Fidelia in Edgar di G. Puccini e nel 2014 ancora Liù in Turandot sotto la direzione di Pinchas Steinberg e la regia di Giuliano Montaldo.
Al Royal Opera House, Covent Garden di Londra nel 2012 è Mimì ne La bohème con Joseph Calleja e Nuccia Focile e nel 2014 Elisabetta I in Maria Stuarda (opera) con Joyce DiDonato, nel 2015 Nedda in una nuova produzione di Pagliacci sotto la direzione di Antonio Pappano e per la regia di Damiano Michieletto.
All'Arena di Verona debutta nel 2012 come Donna Elvira in Don Giovanni di W. A. Mozart e partecipando al gala della lirica Lo Spettacolo sta per iniziare condotto da Antonella Clerici, nel 2013 partecipa al Gala Domingo-Operalia e nel 2014 sarà Liù in Turandot diretta da Daniel Oren.
Al Metropolitan Opera House di New York debutta nel 2012 come Leonora ne Il trovatore con Franco Vassallo e Dolora Zajick.Nel 2012, inoltre, ha interpretato il ruolo di Violetta Valery nella Traviata, opera inaugurale della stagione lirica 2012/2013 del Teatro San Carlo a Napoli con Saimir Pirgu trasmessa da Classica HD e con la regia di Ferzan Ozpetek, scene di Dante Ferretti e costumi di Alessandro Lai.
Nel 2013 è Violetta Valéry ne La traviata diretta da Roberto Abbado al Hong Kong Arts Festival, Leonora ne Il trovatore al Festival di Vienna, Desdemona in Otello (Verdi) con José Cura al Teatro Colón, Alice Ford in Falstaff diretta da James Conlon con Roberto Frontali al Los Angeles Opera e canta nella Messa da requiem (Verdi) diretta da Carlo Rizzi  al Palau de les Arts Reina Sofía.
Si esibisce nel Concerto di Capodanno di Venezia 2014 diretto da Diego Matheuz trasmesso su Rai 1 in mondovisione. Sempre nel 2014 è Elisabetta I in Maria Stuarda e Mimi' al Deutsche Oper Berlin. 
Nel 2015 Madama Cortese ne IL Viaggio a Reims di Rossini alla De Nationale Opera di Amsterdam per la regia di Damiano Michieletto e Leonora ne IL Trovatore diretto da Maurizio Benini con la regia de La Fura dels Baus. Liu' in Turandot al Teatro di San Carlo di Napoli e Mimi' alla Deutscheoper di Berlino.
Nel 2016 Norma di V. Bellini alla Bayerische Staatsoper di Monaco, Amelia in Simon Boccanegra al Teatro Alla Scala di Milano, Alice Ford in Falstaff alla Wiener Staatsoper.
Nel 2017 è ritornata al Teatro alla Scala in Falstaff diretta dal maestro Zubin Mehta, a cui ha fatto seguito una tournée al Teatro di Astana in Kazakistan.
Nello stesso anno ha dato l'addio al ruolo di Violetta ne La Traviata presso il Metropolitan di NewYork accanto a Placido Domingo quale Germont, chiudendo anche la storica produzione di Deckers che è stata sostituita da una nuova produzione nel 2018. Ha debuttato al Festival Pucciniano di Torre del Lago come Liu' nella Turandot. È stata Nedda ne I pagliacci al ROH diretta da Daniel Oren con la regia di Damiano Michieletto.
Nel 2018 ha debuttato il ruolo di Margherita nel Mefistofele di Boito alla Staatsoper di Monaco di Baviera, ha cantato in diretta radiofonica RAI lo Stabat Mater di Rossini presso l'Auditorium Toscanini di TORINO sotto la guida di James Conlon, nello stesso anno ha debuttato Tosca alla San Francisco Opera e ripreso il ruolo di Elisabetta nella Maria Stuarda di Donizetti al Theatre des Champs Elysees di Parigi.
Nel 2019 ha debuttato al Teatro San Carlo di Napoli il ruolo di Amelia in Un Ballo in maschera di Giuseppe Vedi sotto la guida di Donato Renzetti, ruolo che nello stesso anno ha cantato alla Bayerische e Hamburgische Staatsoper.
La prima esibizione di Tosca in Europa è avvenuta alla Deutsche Oper di Berlino. Una nuova produzione di Norma di V. Bellini per la regia de La fura dels Baus e la direzione di Georges Balatsinos al Teatro Erodes Atticus di Atene. Ancora Norma al festival di Monaco di Baviere presso la Bayerische Staatsoper.
Nel Luglio 2019 il debutto in Giovanna d’Arco al Teatro Real di Madrid.
Il debutto in forma di concerto, di Ernani a Lyon, Vichy e al theatre des Champs Elysees di Parigi.
Una nuova produzione di Tosca per la regia del cineasta Edoardo de Angelis con la direzione di Donato Renzetti nel gennaio 2020 al Teatro San Carlo di Napoli.
A causa del Covid 19 numerosi impegni sono stati cancellati.
Nel maggio del 2020 è stata chiamata dalla Regione Campania con il Festival di Ravello per girare un cortometraggio con Alessandro Preziosi per la regia di Gino Aveta, cantando Der Engel dai Wesendonk lieder di R.Wagner. Nell'Agosto 2020 si e’ esibita in un recital accompagnata al pianoforte dal Maestro Gianluca Marciano’ al Festival di Lerici. A settembre un Tour con il Teatro di San Carlo con celebri arie d’opera in duo con Saimir Pirgu. Ha aperto la stagione 2020/2021 al Teatro Massimo di Palermo con il Concerto di San Silvestro e Il Crepuscolo dei Sogni da un’idea di J. Erath, entrambi diretti da Omer Meier Wellber. A Febbraio/Marzo 2021 ha debuttato alla Sydney Opera House in Tosca con grande successo di critica e pubblico. Si e’ esibita al Festival di Aix en Provence in una nuova produzione di Falstaff diretta da D. Rustioni per la regia di Kovsky, spettacolo ripreso in autunno a Lyon. Ha inaugurato la stagione alla Wiener Staatsoper in Tosca a settembre 2021,ruolo che ha cantato a dicembre dello stesso anno alla Deutsche Oper di Berlino.Ha cantato a Dubai in occasione dell’Expo nel Crystal Palace di Shor alla Dubai Arena.Nel 2022 ha cantato Tosca alla Staatsoper di Stoccarda, concerti con l'orchestra della Magna Graecia diretti da Gianluca Marciano’. Ha debuttato La Wally di Catalani con l’orchestra della Bayerischer Rudfunk in occasione del 70º anniversario dell'Istituzione. 
Ha ricevuto a Napoli il premio Testimonianza con il patrocinio della presidenza della Camera.
Particolarmente fortunata è la sua collaborazione con l'etichetta discografica Opera Rara, con cui ha inciso titoli relativamente rari del repertorio del Belcanto ( La Donna del lago Ermione, di Rossini, Parisina d'Este e Caterina Cornaro di Donizetti, Il pirata di Bellini).
IL 28 Febbraio 2017 è stata insignita dell'onorificenza di Cavaliere dell'Ordine della Stella della Repubblica Italiana.

## Repertorio
| Ruolo                    | Titolo                                     | Autore      |
| ------------------------ | ------------------------------------------ | ----------- |
| Imogene                  | Il pirata                                  | Bellini     |
| Norma                    | Norma                                      | Bellini     |
| Micaela                  | Carmen                                     | Bizet       |
| Margherita               | Mefistofele                                | Boito       |
| Seconda nipote di Auntie | Peter Grimes                               | Britten     |
| Tatjana                  | Evgenij Onegin                             | Čajkovskij  |
| Jouvenot                 | Adriana Lecouvreur                         | Cilea       |
| Stellidaura              | Chi dell'altrui si veste presto si spoglia | Cimarosa    |
| Eugenia                  | Il marito disperato                        | Cimarosa    |
| Adelia                   | Ugo, Conte di Parigi                       | Donizetti   |
| Parisina d'Este          | Parisina d'Este                            | Donizetti   |
| Elisabetta I             | Maria Stuarda                              | Donizetti   |
| Norina                   | Don Pasquale                               | Donizetti   |
| Caterina Cornaro         | Caterina Cornaro                           | Donizetti   |
| Amore                    | Orfeo ed Euridice                          | Gluck       |
| Andromède                | Persée et Andromède                        | Ibert       |
| Hannah Glawari           | Die lustige witwe                          | Lehár       |
| Nedda                    | Pagliacci                                  | Leoncavallo |
| Salomè                   | Hérodiade                                  | Massenet    |
| Alice                    | Robert le diable                           | Meyerbeer   |
| Minerva                  | Il ritorno di Ulisse in patria             | Monteverdi  |
| Poppea                   | L'incoronazione di Poppea                  | Monteverdi  |
| Contessa d'Almaviva      | Le nozze di Figaro                         | Mozart      |
| Donna Elvira             | Don Giovanni                               | Mozart      |
| Vitellia                 | La clemenza di Tito                        | Mozart      |
| Cecchina                 | La Cecchina                                | Piccinni    |
| Gioconda                 | La Gioconda                                | Ponchielli  |
| Fidelia                  | Edgar                                      | Puccini     |
| Mimì                     | La bohème                                  | Puccini     |
| Floria Tosca             | Tosca                                      | Puccini     |
| Giorgetta                | Il tabarro                                 | Puccini     |
| Liù                      | Turandot                                   | Puccini     |
| Ermione                  | Ermione                                    | Rossini     |
| Elena                    | La donna del lago                          | Rossini     |
| Anna Erisso              | Maometto secondo                           | Rossini     |
| Madama Cortese           | Il viaggio a Reims                         | Rossini     |
| Giulietta di Kelbar      | Un giorno di regno                         | Verdi       |
| Giovanna                 | Giovanna d'Arco                            | Verdi       |
| Amalia                   | I masnadieri                               | Verdi       |
| Gulnara                  | Il corsaro                                 | Verdi       |
| Leonora                  | Il trovatore                               | Verdi       |
| Violetta Valery          | La traviata                                | Verdi       |
| Amelia Grimaldi          | Simon Boccanegra                           | Verdi       |
| Amelia                   | Un ballo in maschera                       | Verdi       |
| Desdemona                | Otello                                     | Verdi       |
| Mrs Alice Ford           | Falstaff                                   | Verdi       |

## Incisioni discografiche
| Anno | Titolo Ruolo                | Cast                                                  | Direttore         | Etichetta   |
| ---- | --------------------------- | ----------------------------------------------------- | ----------------- | ----------- |
| 2003 | Ugo, Conte di Parigi Adelia | Yasu Nakajima, Doina Dimitriu, Deyan Vatchkov         | Antonino Fogliani | Dynamic     |
|      | Il marito disperato Eugenia | Bruno De Simone, Marianna Pizzolato, Juan José Lopera | Antonino Fogliani | Bongiovanni |
| 2005 | La donna del lago Elena     | Patricia Bardon, Kenneth Tarver, Gregory Kunde        | Maurizio Benini   | Opera Rara  |
| 2008 | Parisina d'Este             | Josè Bros, Dario Solari, Nicola Ulivieri              | David Parry       | Opera Rara  |
| 2010 | Ermione                     | Colin Lee, Paul Nilon, Patricia Bardon                | David Parry       | Opera Rara  |
| 2012 | Il pirata Imogene           | Josè Bros, Ludovic Tézier, Brindley Sherratt          | David Parry       | Opera Rara  |
| 2013 | Caterina Cornaro            | Colin Lee, Troy Cook                                  | David Parry       | Opera Rara  |

- Meyerbeer: Robert le diable - Bryan Hymel/Martial Defontaine/Carmen Giannattasio/Patrizia Ciofi/Alastair Miles/Carlo Striuli/Francesco Pittari/Coro del Teatro dell'Opera di Salerno/Luigi Petrozziello/Symphonic Orchestra of the Teatro Verdi, Salerno/Daniel Oren, 2013 Brilliant
- Verdi: Requiem - Carmen Giannattasio/Veronica Simeoni/Alxander Timchenko/Carlo Colombara/St. Petersburg Philharmonic Orchestra/Yuri Temirkanov, 2009 Signum